# Miloš Lukášek
Miloš Lukášek (6. února 1958 Brno – 6. září 2016 Pasohlávky) byl vysokoškolský pedagog FSpS MUni a bývalý československý a český sportovní plavec.

## Sportovní kariéra
Závodnímu plavání se začal věnovat v sedmi letech v rodném Brně na Ponávce a od svých 10 let se připravoval dvoufázově pod vedením Bernarda Kočaře v klubu Rudá hvězda Brno. Specializoval se na plavecký styl motýlek. Poprvé na sebe upozornil v roce 1973 nominací na juniorské mistrovství Evropy v britském Leedsu.
V roce 1974 si zahrál postavu Jirky ve filmu z plaveckého prostředí "Na startu je delfín".
V začátcích sportovní kariéry mu pomohla vzájemná rivalita s klubovým kolegou, motýlkářem Liborem Jaškou, kterého začal poprvé porážet v olympijském roce 1976.

### Premiéra na mistrovství Evropy a univerziádě 1977
V roce 1977 startoval na mistrovství Evropy ve švédském Jönköpingu. Na 100 m motýlek nepostoupil z rozplaveb časem 57,63 a obsadil konečné 11. místo. Na 200 m motýlek zaplaval v rozplavbách nový československý rekord 2:06,79 a obsadil celkově 10. místo. S polohovou štafetou 4×100 m plaval třetí motýlkářský úsek. Štafeta skončila na 7. místě v novém československém rekordu 3:55,23.
Po skončení mistrovství Evropy se přesunul na plavecké závody univerziády v bulharské Sofii, kde na 100 m motýlek nepostoupil časem 58,13 o 27 setin mezi finálovou osmičku. Na 200 m motýlek obsadil ve finále 6. místo časem 2:07,68.

### Pár setin od finále na mistrovství světa 1978
V roce 1978 u něho nastala dočasná výkonnostní stagnace. Na jeho královské trati 200 m motýlek mu dokonce vzal československý rekord Daniel Machek časem 2:06,70 – pro Machka bylo 200 m motýlek doplňkovou tratí pro zpestření tréninku. Machek ho tímto časem vyprovokoval k odvetě a na zimním mistrovství republiky v Bratislavě za čtrnáct dní si výrazně zlepšil osobní rekord časem 2:05,1. Tímto novým československým rekordem si také zajistil nominaci na srpnové mistrovství světa v západním Berlíně. Do Berlína přijel výborně připravený. 23. srpna se ve druhé rozplavbě závodu na 200 m motýlek vyvezl se světovým rekordmanem Američanem Mikem Brunerem k výbornému času 2:03,06. Měl zároveň i trochu smůly, protože postup do osmičlenného finále mu utekl o 0,33 sekundy. Po závodě řekl: "Dal jsem do toho všechno, je to smůla, že mi postup nevyšel..." V závodě na 100 m motýlek se poprvé dostal pod 57 vteřin časem 56,90 a obsadil konečné 13. místo.

### Univerziáda 1979
V roce 1979 v září jako student UJEPu reprezentoval Československo na univerziádě v Mexiku. Na 100 m a 200 m sahal po medaile a v obou případech obsadil nepopulární čtvrté místo. Na 100 m motýlek o 3 setiny za třetím reprezentačním kolegou Miloslavem Roľkem.

### Přetrénovanost v olympijském roce 1980
V roce 1980 vstupoval do olympijského roku jako třetí nejlepší mužský plavec s nadějí na účast na olympijských hrách v Moskvě. Celý březen promarodil a následně se dlouho nemohl přiblížit svým osobním rekordům. Začátkem května šéftrenér reprezentace Jan Vokatý ještě věřil, že se stihne dát dohromady a splní olympijské nominační kritéria. Později jeho trenér Bernard Kočař upřesnil příčinu selhání v olympijském roce. V únoru na reprezentačním soustředění v Třinci s trenérem zvýšili tréninkovou zátěž na suchu k úspěšnému olympijskému vystoupení. Dostavil se však opačný efekt, přetrénovanost. Svým způsobem se musel znovu učit plavat, nebyl schopný vytáhnout ruce z vody. Dopadl tak podobně jako například talentovaný Vilém Protschke v olympijském roce 1964.

### Třetí univerziáda, stagnace, promoce a osobní problémy 1981-82
V roce 1981 se výkonnostně hledal a dostal se do pozadí dvou mladých motýlkářů Marcela Géryho a Vlastimila Černého. Černý mu dokonce na letním mistrovství republiky v červenci vzal jeho československý rekord z mistrovství světa 1978 časem 2:02,40. Jak se později ukázalo jednou z příčin stagnace výkonnosti byly osobní problémy. V červenci startoval na své třetí univerziádě v Bukurešti, kde na 200 m motýlek nepostoupil z rozplaveb časem 2:09,34.
V roce 1982 požádal o rozvod s první manželkou, jeho milenka byla v jiném stavu. Navíc ten rok měl promovat na univerzitě. Začátkem dubna odjel na reprezentační pětiutkání družstev do německého Sindelfingenu. Na místě se dozvěděl, že část reprezentantů chce emigrovat a připsal se na seznam adeptů. Krátce před útěkem se však rozhodl zůstat v hotelu a vrátit se s výpravou do Československa. Miloslav Roľko ve své autobiografii uvedl, že hlavním důvodem proč neemigroval byla větší míra zodpovědnosti vůči svým blízkým. V létě úspěšně promoval na pedagogické fakultě university Jana Evangelisty Purkyně v Brně.

### Přesun na Slovensko do Dukly, začátky trenérské kariéry 1982-86
Na podzim 1982 nastoupil základní vojenskou službu v Banské Bystrici a zároveň přestoupil do armádního plaveckého klubu AŠVS Dukla. Armádní plavecký klub po svém přesunu na Slovensko v roce 1974 pouze vzpomínal na své dřívější úspěchy. Jako závodícímu trenérovi se povedlo ve spolupráci s Jiřím Walterem a dalšímu pozvednout úroveň plavání v armádním klubu. V roce 1986 se vrátil z Banské Bystrice do Brna, kde od zimního semestru nastoupil jako odborný asistent na UJEPu (dnešní Masarykova univerzita).
Na fakultě sportovních studií působil až do své náhlé smrti v roce 2016. Zemřel po srdečním selhání během odborném kurzu windsurfingu v autokempingu Pasohlávky.